# 北海道旅客鉄道旭川支社

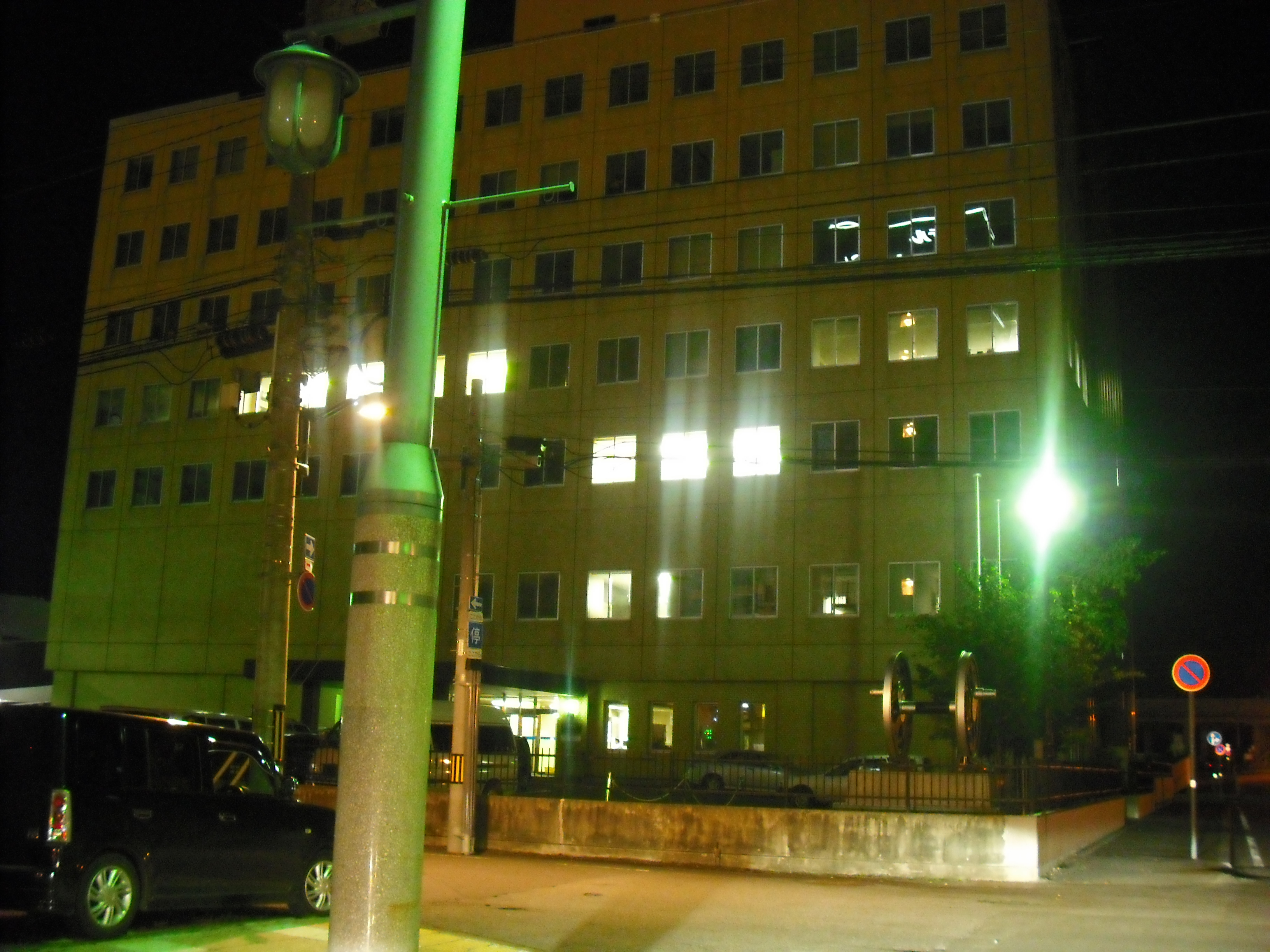
JR北海道旭川支社の外観。敷地内にはC57-130の動輪が展示されている。

北海道旅客鉄道旭川支社（ほっかいどうりょかくてつどうあさひかわししゃ）は、北海道旅客鉄道（JR北海道）の支社の一つ。旧国鉄旭川鉄道管理局に相当する。

## 所在地
- 北海道旭川市宮下通6丁目

## 管轄路線
道北地区の路線を中心に管轄している。JR線共通の運賃体系における分類は、函館本線を除く全てが地方交通線である。
路線
※本社・支社の境界が場内信号機などと一致する場合は該当停車場（駅・信号場など）を境界駅として扱うが、境界が閉塞区間上（駅間）にある場合は境界線の内側の停車場を記載している。なお、◇が付いた路線は全線が管理区間内に入っている路線である。
| 路線名    | 区間                                  | 営業キロ |
| --------- | ------------------------------------- | -------- |
| 函館本線  | 江部乙駅 - 旭川駅                     | 51.1km   |
| ◇石北本線 | 新旭川駅 - 網走駅                     | 234.0km  |
| 釧網本線  | 網走駅 - 桂台駅                       | 2.6km    |
| 富良野線  | 富良野駅 - 旭川駅（富良野駅構内除く） | 54.05km  |
| ◇宗谷本線 | 旭川駅 - 稚内駅                       | 259.4km  |
| ◇留萌本線 | 深川駅 - 石狩沼田駅                   | 14.4km   |

留萌本線については増毛駅までの廃線区間も管轄していたほか、かつては池北線（北海道ちほく高原鉄道ふるさと銀河線への転換を経て2006年廃線）の一部区間と、名寄本線、天北線、深名線も管轄していた。

## 車両基地
- 旭川運転所「旭アサ」・「旭」

## 運輸営業所
- 宗谷北線運輸営業所（名寄市、2017年廃止[3]）

## 乗務員配置区所

### 運転所
- 旭川運転所
- 北見運転所（石北本線を担当）
- 名寄運転所（宗谷本線を担当）

### 車掌所
- 旭川車掌所（函館線・石北線・宗谷線特急などを担当）

## 指令所
- 旭川輸送指令

運転指令業務を行う。旅客指令、施設指令、電気指令が併設されている。

## 施設関係区所

### 保線所
- 旭川保線所
  - 深川保線管理室
  - 旭川保線管理室
  - 上川保線管理室
- 北見保線所
  - 遠軽保線管理室
  - 北見保線管理室
- 名寄保線所
  - 名寄保線管理室
  - 音威子府保線管理室
  - 稚内保線管理室

### 電気所
- 旭川電気所

　　名寄派出所
　　北見派出所

### 設備所
- 旭川設備所

### 構造物検査センター
- 旭川構造物検査センター

## 関連会社
- 旭川ターミナルビル株式会社 : 旭川ターミナルビル・旭川ターミナルホテル及びロワジールホテル旭川（現・アートホテルズ旭川）を経営していたが、ターミナルビルの建替及びロワジールホテル旭川の売却に伴い、2015年7月に解散を決議、2016年に清算を完了し、法人として消滅[4]。